# Alleanza dei Democratici Indipendenti in Europa
L'Alleanza dei Democratici Indipendenti in Europa (ADIE, noto soprattutto nella sua dimensione in lingua francese: Alliance des Démocrates Indépendants en Europe) era un partito politico europeo fondato nel 2005 per raggruppare eurodeputati e movimenti politici indipendentisti di 7 Stati membri e sciolto il 31 dicembre 2008.
In seguito al "No" espresso, tramite referendum, da Francia e Paesi Bassi all'attuazione della Costituzione Europea, i membri fondatori dell'ADIE hanno deciso di dotarsi di una struttura di cooperazione di scambio per rappresentare "un'altra Europa", alternativa alla tecnocrazia che viene definita "incapace di fronteggiare le sfide del secolo".
Era contrario alla creazione di una democrazia europea sovranazionale (obiettivo considerato "impossibile") ma si proponeva di rivitalizzare le democrazie nazionali. Per questa ragione il partito era considerato nella categoria degli euroscettici.

## Partiti membri
Rep. Ceca
- Nezávislí demokraté (Democratici Indipendenti)

 Francia
- Mouvement pour la France (Movimento per la Francia)

 Grecia
- Λαϊκός Ορθόδοξος Συναγερμός
/ Laikós Orthódoxos Synagermós (Raggruppamento Popolare Ortodosso)

 Polonia
- Liga Polskich Rodzin (Lega delle Famiglie Polacche)

 Regno Unito
- Traditional Unionist Voice (Voce Unionista Tradizionale)